# Códice Badiano

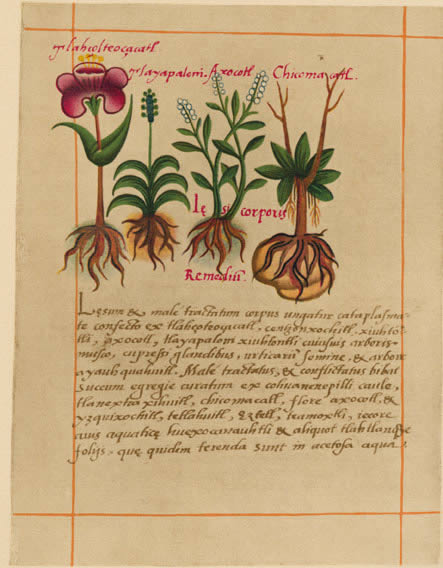
Uma página do Códice Badiano, que ilustra as ervas conhecidas como tlahçolteoçacatl, tlayapaloni, axocotl e chicomacatl, empregadas como remédio para corpos injuriados e moídos.

O Códice Badiano —conhecido também como Códice De la Cruz-Badiano, ou pelo seu título em latim Libellus de medicinalibus indorum herbis (Livro das ervas medicinais dos índios)— é um escrito sobre as plantas medicinais astecas, escrito originalmente em língua náuatle pelo xochimilca Martín de la Cruz —aluno do Colégio da Santa Cruz de Tlatelolco— ao redor de 1552. O original em náuatle desapareceu. Foi traduzido para o latim por Juan Badiano, também xochimilca e estudante do Colégio da Santa Cruz. Outro nome com que é conhecido este códice é Barberini, devido a que Francesco Barberini foi o seu possuidor durante os primeiros anos do século XVII. 

## História
Jacobo de Grado, freire encarregado do Convento e Colégio da Santa Cruz de Tlatelolco, tinha na sua posse o texto criado e traduzido para Francisco de Mendoza, filho de Antonio de Mendoza, primeiro vice-rei de Nova Espanha. Mendoza enviou o texto para Espanha, onde foi depositado na biblioteca real. É provável que tivesse permanecido aí até o século XVII, quando apareceu em posse de Diego de Cortavila y Sanabria, farmacêutico de Filipe IV. De Cortavila passou para o cardeal italiano Francesco Barberini, talvez através de interpósitos proprietários. O Libellus permaneceu na biblioteca de Barberini até 1902, que tal biblioteca passou a fazer parte da Biblioteca Vaticana. Em 1990, Karol Wojtyła devolveu o códice ao México, onde é custodiado pela Biblioteca do Instituto Nacional de Antropologia e História (INAH), na Cidade do México.

## Conteúdo
Este livro, com material gráfico muito desenvolvido, apareceu em 1925 na biblioteca do Vaticano, após séculos de aparente perda. 
O livro sobre herbolária medicinal mexicana de Martín de la Cruz é um importante legado para a botânica e a medicina tradicionais. Ainda em anos recentes, o seu estudo permitiu o grupo do doutor José Luis Mateos, no Instituto Mexicano do Seguro Social, encontrar o princípio ativo do cihuapahtli ou zoapatle (Montanoa tomentosa). De la Cruz cita que este vegetal era empregue para facilitar o parto. As pesquisas ratificaram que o zoapatle contém um poderoso ocitócico (provoca a contração do útero).